# Karl von Stremayr
Karl von Stremayr est un homme politique autrichien, né à Graz le 30 octobre 1823 et mort à Pottschach le 22 juin 1904. 
Plus jeune député au Parlement de Francfort, plusieurs fois ministre de Cisleithanie, avant de devenir ministre-président d'Autriche du 15 février 1879 au 12 août 1879, et enfin président de la Cour suprême autrichienne, il est un personnage clef de l'histoire politique de l'empire d'Autriche dans la seconde moitié du dix-neuvième siècle. 
Libéral à l'origine, juriste accompli, il se montre particulièrement actif sur tous les thèmes qui définissent la vie politique de l'Empire : la question allemande, qu'il refuse de voir exclusivement à travers le prisme du dualisme austro-prussien, le problème des nationalités, auquel il souhaite apporter une solution fédéraliste, mais aussi le Kulturkampf, l'éducation et la promotion des arts et des sciences. Sa grande loyauté vis-à-vis de l'Empereur François-Joseph, sa connaissance intime des rouages de la bureaucratie impériale ainsi que sa grande habileté politique lui ont permis de construire un héritage politique dont certains vestiges subsistent encore à ce jour. 

## Vie

### Enfance, adolescence et études
Carl Borromée Anton Franz Seraph Ritter von Stremayr était issu de la famille noble de Stremayr et fils du pharmacien militaire de Haute-Autriche Franz Josef von Stremayr (1793-1843) ainsi que de son épouse Caroline, née Rieger (1800-1880).
Il est né le premier de neuf enfants à Graz, où il a aussi passé son enfance. En 1832, quand son père fut promu et transféré à Mantoue (Royaume de Lombardie-Vénétie) et que toute la famille s’y installa, il resta à Graz à l’âge de dix ans avec ses grands-parents et continua à fréquenter le lycée de Graz.
En raison de la promotion de son grand-père, qui fut transféré à Klagenfurt, il a fréquenté pendant un an le lycée de Klagenfurt. Quand son grand-père mourut en 1839, sa grand-mère revint avec lui à Graz.
Il a ensuite commencé à Vienne des études de philosophie, a appris non seulement le latin, mais aussi l’italien, le français et l’anglais, puis le slovène et le serbo-croate. Il y a également découvert les classiques romains et grecs avec des camarades de classe partageant les mêmes idées. En 1841, il commence ses études de droit à la Faculté de droit de l’université de Graz, car il ne souhaitait pas faire une carrière militaire, conformément aux souhaits de ses parents.
Lorsque son père et sa grand-mère décèdent en 1843, en tant que fils aîné, il doit assurer la subsistance de sa famille en dispensant des cours particuliers pendant ses études. L’une de ses élèves était Bertha Hope, qui devint plus tard sa femme.
À l’automne 1845, il termina ses études juridiques à Graz.

### Carrière en tant que juriste
En 1845, il commence un an de pratique civile et criminelle au tribunal de Graz et, en 1846, il passe un examen juridique en allemand et en italien à la cour d’appel de Klagenfurt.
C’est pourquoi, dès 1846, il obtient son doctorat en tant que « doctor juris utriusque » et entre comme stagiaire non rémunéré à la procurature financière royale et impériale de Graz. Il rejoint ainsi la fonction publique le 9 novembre 1846.

## Politique

### Révolution de mars 1848 et Assemblée nationale de Francfort
Lors de la révolution de mars 1848, sa qualité de juriste ainsi que sa participation au Grazer Zeitung fit de lui un candidat potentiel pour les élections au Parlement de Francfort, même s'il n’avait à ce moment-là que peu d’ambitions politiques. Après avoir présenté des propositions modérées et réalistes face aux autres candidats à Kindberg, en Styrie, il fut élu député et envoyé immédiatement à Francfort.
A Francfort, il a assisté aux dernières réunions du pré-Parlement et aux réunions préliminaires d’ouverture de l’Assemblée nationale. Le 18 mai 1848, en tant que plus jeune membre de l’Assemblée, il a été le premier à entrer dans la tribune à l’église Saint-Paul de Francfort pour lire l’adresse de bienvenue de l’ancien Bundestag à la nouvelle Assemblée nationale.
A la recherche de députés partageant ses opinions, il rejoignit le centre libéral.

Les lettres nombreuses (94 lettres du 13 mai 1848 au 19 avril 1849) échangées entre lui et sa future épouse, Bertha Hope, décrivent avec précision son enthousiasme ainsi que ses déceptions en tant que député à Francfort. Dans cette atmosphère politique caractérisée par l’exubérance et par la méconnaissance naïve de la réalité politique, il était ambitieux comme tous les autres députés, mais se rendit très vite compte de l’impossibilité de faire valoir ses espoirs libéraux. Après l’élection de l’archiduc Johann par le Parlement de Francfort et sa première apparition devant l'assemblée, il écrivit ainsi :
« L’archiduc Johann a parcouru les rangs des députés, [...] sa bouche proférant la violence contre tous les rois et les princes d’Allemagne. [...] De nombreux peuples, des peuples entiers, n’ont pas encore saisi la grandeur de l’événement, l’importance de cet acte pour l'histoire du monde ; j'espère que viendra avec le recul le remords, et que les cieux empêcheront que ne s'ensuivent ces torrents de sang qui ont accompagné presque toutes les grandes œuvres de l’histoire. [...] Je me suis représenté la situation de l’Allemagne, de ses Etats et de ses peuples, et je n’ai pas su me réjouir [...]. »
Dans le cadre de l’insurrection populaire de Francfort de septembre 1848, et en raison du cessez-le-feu de Malmö, il réussit lui-même à échapper à une pluie de balles mortelles, tandis qu’à quelques pas de lui, un officier autrichien est mortellement touché.

En ce qui concerne les trois premiers articles établis par la commission constitutionnelle du Parlement de Francfort, il n’a pas voulu laisser le débat se limiter à une alternative entre la solution petite-allemande et la solution grande-allemande et s’est battu dans son premier discours le 26 octobre 1848 pour une solution qui les dépasserait toutes deux :
« Messieurs ! Ceux-ci [les membres de la commission constitutionnelle] ont pensé, à juste titre, que l’Autriche pourrait être unie en une fédération d’États, que cette fédération resterait intimement liée par la personne de l’empereur et par des traités entre les différents États autrichiens, que, comme le permettait autrefois l'union des États allemands, dans l’intérêt des peuples non germaniques représentés à Vienne, des députés soient envoyés, et qu’ils exercent le même rôle au sein du gouvernement. Pourquoi une union entre les États non germano-autrichiens et les autres, dans un État fédéral, ne pourrait-elle pas être réalisée ? [...] Je ne comprends pas non plus que l’Autriche se désintègre de cette manière, je reconnais seulement que les liens qui unissent l’Autriche doivent être transformés en fonction de son évolution historique. »
Cette proposition de Stremayr constituait, au sein de l’église Saint-Paul, la première tentative concrète pour résoudre la question allemande. Certes, la forme sous laquelle cette union devait advenir demeurait confuse ; elle n'en demeurait pas moins possible d’un point de vue juridique. Le plan de Stremayr échoua, ne serait-ce que parce qu’il n’avait pas pris suffisamment en considération les facteurs politiques à l'œuvre : la maison des Habsbourg ne pouvait accepter un détachement des territoires germano-autrichiens de son empire. Le plan de Stremayr n'a pas été discuté et a donc été condamné à rester comme une proposition juridique purement théorique. 
Lorsque les députés autrichiens furent révoqués en avril 1849, Stremayr, déçu et désenchanté, retourna à Graz. Du 24 octobre 1849 à la fin du mois de mars 1850, à l’université de Graz, il étudia la loi romaine et le droit canonique, à la suite d'August Chabert, décédé d'un cancer gastrique à Vienne le 6 février 1849 et considéré comme l’un des pères de l'histoire du droit autrichien.

### Vie familiale
En tant qu’ancien député libéral de Francfort, potentiellement révolutionnaire, ses perspectives de carrière furent assombries dans un premier temps, et Stremayr ne parvient à obtenir que la fonction mal rémunérée de stagiaire à la chambre de Styrie. Ce n’est qu’en 1850 que sa nomination comme substitut du procureur a créé la base financière d’un éventuel mariage, qui eut lieu le 17 juin 1850 dans la cathédrale de Graz avec Bertha Hope.
De cette union naquirent un fils et cinq filles :
- Bertha (1851-1928), qui épousa en 1873 Emil Hardt
- Anna (1853-1861), qui mourut du typhus
- Antonie (1855-1876), qui épousa en 1873 le Premier lieutenant Richard Lüders ; elle décéda après la naissance de leur deuxième enfant
- Maria, qui épousa son beau-frère, le veuf Richard Lüders, en 1878 après la mort de sa sœur aînée Antonie, après avoir obtenu une dispense de l’État et de l’Église. Stremayr a ensuite décrit la situation de l’époque comme suit :

« Son mariage avec le veuf de sa sœur était une belle image de tolérance : mariage d'une catholique avec un époux protestant [...], il fut accompli par un pasteur évangélique sous l’assistance d'un curé catholique, après que mon cher ami, Mgr Kutschker, a obtenu la dispense de l’État et de l’Église. »
- Karl (1863-1864), frère jumeau de Caroline, mort d’une pneumonie
- Caroline (1863-1919), sœur jumelle de Karl, qui épousa en 1884 le général Johann Edler von Schemua

Le 4 mars 1905, c’est-à-dire un an après la mort de Karl von Stremayr, par résolution impériale, sa fille aînée - il n’avait plus de descendant mâle - Bertha von Hardt, obtint pour ses deux fils Karl et Emil Ritter von Hardt l’association des noms Hardt-Stremayr.

### Des supérieurs réactionnaires
Lorsque, en avril 1849, les députés autrichiens sont révoqués de Francfort, Stremayr doit également rentrer chez lui, où la réaction a succédé à la révolution. Le directeur du Gubernium, von Marquet, a reçu Stremayr, qui était toujours un stagiaire non rémunéré de la procurature de Chambre de Styrie, en ces termes : « Vous osez revenir en Autriche après votre comportement dans l’église Saint-Paul ? » Cependant, lorsque Stremayr a rappelé les relations personnelles qui l'unissaient au ministre de la Justice de l’époque, M. Schmerling, la rancune de von Marquet s’est apaisée et Stremayr a de nouveau été autorisé à exercer sa fonction de stagiaire sans fin. Après que Stremayr a été nommé procureur public, dans le cadre d’une constitution qu’il n’a pourtant pas acceptée, ses supérieurs réactionnaires n’e se montraient pas satisfaits de l’administration de Stremayr et il était rétrogradé à chaque occasion. Après que trois de ses frères se sont lancés dans la carrière militaire et que ses sœurs aient contribué au ménage par le travail manuel, il n’avait plus qu’à s’occuper de ses propres enfants, et plus de sa fratrie.
Il a donc continué sa carrière de professeur privé de droit romain à l’Université de Graz sur la base de deux traités de droit romain :
- L’actio pauliana en droit commun et autrichien
- Une contribution à la déclaration de la L. 5 § 10 D. de inst. act. (Dig. 14,3,5,10)

Il a également travaillé en tant que collaborateur, puis sous pseudonyme en tant que rédacteur en chef du Grazer Zeitung.
En 1860, lui et ses aînées, Bertha, Anna et Antonie, ont contracté le typhus, ce qui a de nouveau mis toute la famille dans une grande détresse financière. Pire encore, cette situation entraîna la mort de sa fille, Anna, et la mort de la servante et de la gardienne.

### Au Landtag de Styrie
Après l'adoption de la constitution de février 1861, des élections sont convoquées pour désigner le parlement régional de Styrie. Encore affaibli par la maladie, Stremayr est présenté sans son intervention comme candidat pour la ville de Graz. Il est élu député du Landtag pour la périphérie de Graz et siège au parlement régional pendant les 18 années suivantes, dont neuf ans en tant que membre de la branche exécutive du Land.
D’un seul coup, il se trouvait débarrassé de toutes préoccupations matérielles et a pu commencer à travailler dans un nouveau domaine, en imposant une dépolitisation de l’administration en matière d'urbanisme ainsi dans les établissements publics de santé et d’éducation. C’est la raison pour laquelle il s’est vu confier la direction des établissements d’enseignement du Land de Styrie, de la Technische Hochschule am Joanneum et du Landes-Oberrealschule. En 1863, Bertha accouché d’un couple de jumeaux, ce qui l'affaiblit. À partir de ce moment-là, malgré un bon état de santé, ses mains et ses pieds lui font défaut et elle est mise en fauteuil roulant.
Ses talents administratifs au parlement régional de Styrie et dans diverses commissions régionales ne passent pas inaperçus. C’est pourquoi en 1868 Carl Giskra le nomme conseiller ministériel au ministère de l’Intérieur.

### Premier poste ministériel sous Hasner
Leopold Hasner von Artha lui offre, dans le cadre de la formation du gouvernement, le poste de ministre de la culture et de l’enseignement, qu’il accepte le 1er février 1870. Cependant, ce gouvernement n'est qu’un bref épilogue du "Ministère des Citoyens". Dans le « conflit des mémorandums », la majorité centralisatrice du gouvernement avait contraint les ministres à se retirer et s’était reconstituée au sein du ministère Hasner. Les conditions dans lesquelles ce gouvernement est advenu étaient si intenables qu’au bout de quelques mois seulement, le 12 avril 1870, le gouvernement Hasner fut licencié, et avec lui Stremayr.
Stremayr s’est vu accorder, à sa demande, un bureau à la Cour suprême de justice et de cassation. La même année, sa famille, composée de quatre filles et de son épouse, s’installe à Vienne. Il est envoyé par le parlement régional de Styrie en tant que député du Reichsrat de Vienne, où il rejoint le parti germano-libéral.

### Deuxième poste ministériel sous Potocki
Dès le 30 juin 1870, le ministère Potocki s'étant engagé à ne pas modifier la Constitution et de lui laisser le champ libre sur les questions relatives à son portefeuille, Stremayr fut à nouveau nommé ministre de la culture et de l’enseignement. L’entrée tardive de Stremayr dans le ministère a été vue d'un très mauvais œil par ses camarades libéraux et aurait signifié la fin de sa carrière politique si la courte durée de ce gouvernement n’avait pas empêché le ministre libéral de se compromettre. 
Stremayr, dans la perspective de la proclamation du dogme sur l’infaillibilité pontificale au concile de Vatican de 1870, s’est déclaré en faveur de la suppression du concordat du 5 novembre 1855. Le pape infaillible déterminerait en effet lui-même les limites de sa compétence, sans que personne puisse l’arrêter. Le clergé autrichien et les fidèles seraient liés par ce dogme et donc par les dispositions indéfectibles du pape infaillible. 
Mais comme Potocki refusait de présenter ce projet au Parlement pour des raisons religieuses, le Conseil de la Couronne du 30 juillet 1870, en présence de l’ambassadeur d’Autriche auprès du Saint-Siège, déclara que le concordat était caduc par une lettre signée de la main impériale, et que le ministre des Affaires étrangères était chargé de l’annuler formellement. Le même jour, l’empereur a confié à Stremayr le mandat de préparer les projets de loi nécessaires pour le Reichsrat à la suite de cette modification. 
Les libéraux ont renoncé à la levée des concordats parce que celle-ci avait été menée par le ministère de la Coalition, qu’ils avaient si violemment attaqué. Selon Conte Corti, le concordat n’a été retiré que lorsque l’influence de l’archiduchesse Sophie s’est affaiblie en faveur de l’impératrice Élisabeth. Malheureusement, aucun détail n’est fourni à ce sujet. Toutefois, tout permet de supposer que les intrigues personnelles au sein de la maison impériale ont eu une influence non négligeable sur le cours de l’affaire. 
La position du ministère vis-à-vis du Reichsrat nouvellement élu est devenue de plus en plus difficile. Les efforts de Potocki pour désigner le parlement de Bohême pour élire les députés au Reichsrat n’ont pas abouti. Les attaques du parti constitutionnel germano-libéral sont devenues de plus en plus virulentes. Le discours prévu par Stremayr pour faire face à cette situation a été empêché par Potocki ; mais pas la remise de la demande de licenciement à l’automne 1870.
Le 4 février 1871, Stremayr fut enfin démis de ses fonctions et reprit ses fonctions de conseil à la Cour suprême.

### Troisième poste ministériel sous Auersperg
Après les ministères Potocki, Hohenwart et Holzgethan, le ministère Auersperg a été nommé en peu de temps. Après avoir participé au programme gouvernemental, le 25 novembre 1871, Stremayr a été réélu ministre de la culture et de l’enseignement, cette fois jusqu’au 12 août 1879.

À propos de ses relations en tant que ministre avec ses amis politiques, Stremayr a déclaré :
« L'adhésion à un parti implique que, souvent, ce n’est pas le bien de l’État, mais l’intérêt du parti qui détermine l’attitude des députés au parlement. Mais un ministre ne peut et ne doit jamais suivre un parti de cette manière. Il doit lui aussi préserver sa pleine indépendance, la liberté de sa conscience, et il n’est pas rare que celle-ci soit déterminée dans sa relation avec la Couronne par des raisons qu’il ne peut pas non plus révéler à ses amis. »
Le fait que ses principes étaient plus importants pour lui que de conserver le poste de ministre se traduit également par les éléments suivants :
« Une nomination différente de celle que j’avais proposée [...] fit que je remis la Résolution Suprême sans ma contre-signature, tout en remettant ma demande de licenciement. »

#### Promotions et création d’universités
Sous sa direction, les universités de Prague et de Vienne, entre autres, se sont rapidement développées et une nouvelle université a été créée à Czernowitz. L’Institut de paléontologie fut également fondé à Vienne. Stremayr a transféré le matériel éducatif de l’Europe occidentale à l’Autriche, avant de le transmettre de celle-ci à l’Est. Il a ainsi accompli non seulement la mission civilisatrice de l'Autriche, mais aussi celle de l'Europe entière. 

#### Recherche du «meilleur» enseignant
Stremayr a montré, par sa sollicitude pour la formation des enseignants à tous les niveaux et pour l'amélioration de la situation économique du corps enseignant, qu’il avait reconnu que le niveau de l’école ne dépendait que de l’enseignant et que le bon enseignant faisait à plus de 90 % la bonne école. En outre, l’habileté de Stremayr en matière de politique apparaît partout. Il savait utiliser intelligemment toutes les situations qui résultaient de la complexité des rouages de l’État parlementaire pour atteindre ses objectifs. Son action porte partout l’empreinte de son sens des responsabilités, qui lui dictait que le ministre de l’éducation était responsable de l’Etat et de l’évolution de l’éducation dans la population. C’est notamment le cas dans les domaines de l’enseignement supérieur et de l’enseignement supérieur, où il a délibérément cherché à améliorer la sélection en plaçant des exigences élevées. La création de nombreuses écoles secondaires et l’adaptation du nombre d’écoles à la densité de population montrent également comment Stremayr s’est résolument engagée sur la voie à suivre pour améliorer le niveau d’éducation de la population. Stremayr a ainsi largement collaboré à la création du système scolaire autrichien, qui a progressivement acquis par la suite une réputation d'excellence dans le monde. Afin de retenir les érudits en Autriche, et d'éviter une fuite des cerveaux, Stremayr leur dispensa diverses récompenses, promotions et autres largesses, si bien que le gouvernement allemand se sentit poussé à adresser au ministère de l’instruction une note demandant qu’il cesse cette politique. Mais comme l’empereur d’Autriche François-Joseph, seul compétent en la matière, n’a pas pris parti sur cette affaire, Stremayr put continuer d'utiliser cette méthode. 

#### Liberté d’enseignement et d’apprentissage
L’enseignant devait ainsi accompagner les élèves, les aider dans le travail difficile de l’appropriation des connaissances et les assister dans leurs activités scientifiques. 
« Mon rôle est de préserver l’intérêt de l’enseignement public, parce que je reconnais et que je représente un intérêt plus grand que le politique, et c’est celui de l’enseignement public. »

#### Législation interconfessionnelle
La nouvelle réglementation modérée de la relation entre l'État et l'Église, rendue nécessaire par la suppression du concordat, fut suivie d’autres législations interconfessionnelles (par exemple la reconnaissance légale des dénominations catholiques indépendantes), par une participation active au Kulturkampf, qui avait également une grande importance pour les libéraux autrichiens, ainsi que par des lois monastiques et d’autres combats, décrits par Stremayr :
« Ce furent souvent des combats difficiles que j’avais à vivre avec l'Empereur lors nous discutions de mes projets. »
Stremayr ne se laissait pas décourager par les clercs qui ont adouci les lois, ni par les libéraux qui voulaient les durcir. Tous deux ont finalement capitulé devant sa vision : « Le gouvernement n’a pas à intervenir dans le domaine sacré de la religion et de la conscience [...] Mais aucun gouvernement conscient de ses responsabilités et de ses devoirs ne peut accepter que la religion soit utilisée à mauvais escient. » Il a ainsi rejeté les exigences démesurées des libéraux en faisant remarquer qu’il n’appartient pas au gouvernement de « mener une guerre avec l’Eglise, mais d’organiser les rapports entre elle et l'État de manière qu’elle puisse agir librement dans son domaine sacré, sans non plus envahir le droit inviolable de l’État ». De ce fait, l’organisation de la législation interconfessionnelle au cours de luttes constantes, non seulement avec les représentants de la suprématie ecclésiastique, mais aussi avec son propre parti, a été complexe. 

#### Promotion des sciences et des arts
Pour Stremayr, le domaine de l’art était un domaine d’activité particulièrement riche. Le fait qu’il ait créé son propre département des affaires artistiques au sein du ministère de l’Éducation en est la preuve. Rudolf Eitelberger von Edelberg a fait appel au ministère de l’éducation pour fournir un service extraordinaire qui, pendant toute la durée du ministère de Stremayr, renonçait volontairement à toute rémunération pour le service accompli par le ministère de l’éducation dans cette fonction. 
Stremayer contribua activement à la création du Musée autrichien de l'art et de l'industrie. Si l’on considère l’action d’Eitelberger dans le cadre du musée autrichien des arts et de l’industrie, on peut voir qu’il était l’âme de l’institution qui, sous sa direction, devint l’un des points névralgiques du mouvement artistique qui régnait alors en Autriche. Mais l’influence que Stremayr a prise sur ce musée n’est pas à négliger. En effet, c’est précisément parce qu’il a permis à Eitelberger d’agir relativement librement vis-à-vis de cette institution, que sa réputation est si haute. 
Il développa également l'Académie des Beaux-Arts. Outre les efforts visant à doter l’Académie des Beaux-Arts d’artistes et d’érudits d’excellence, Stremayr fut, à partir du 25 novembre 1871, le nouveau ministre de la culture et de l’enseignement responsable de la construction du bâtiment de l’Académie sur le marché de la chaux. En tant que tel, il a imposé une réduction du budget de 1 200 000 florins à 800 000 florins par la suppression du deuxième étage initialement projeté au-dessus de l’aile arrière du bâtiment de l’Académie, avec le conseiller responsable Theophil de Hansen. En retour, Stremayr a demandé ses propres bâtiments pour l’hébergement des écoles d’images et de maîtres dans la partie supérieure du jardin botanique sur la route. 
Le 28 janvier 1871, Stremayr donne à l’empereur une conférence des plus incisives avec la demande de soumettre les collections d’histoire naturelle de l’administration, sans transfert de propriété, au ministère de l’instruction. Cette demande a été rejetée le 30 mars 1871. 
Stremayr a donc, par décret ministériel du 26 avril 1876, décerné deux prix de deux mille florins chacun en argent : pour le meilleur traitement scientifique des droits publics en vigueur en Autriche et pour le meilleur manuel d’enseignement et de documentation de l’histoire du Reich et du droit autrichien. Toutefois, la distribution des prix susmentionnés n’a pas eu lieu lorsque Stremayr a considérablement prolongé la date de dépôt des candidatures, étant donné qu’aucun candidat n’a satisfait aux exigences, ce qui s’explique sans doute notamment par la situation politique de l’Autriche. 
Il contribua activement à la promotion de l’enseignement du dessin par la création de ses propres écoles de dessin dans les grandes villes à partir de 1873, afin de transmettre le dessin en tant que tel. Elles ne devaient pas former au dessin en tant qu’art, au sens propre du terme, mais comme une compétence professionnelle nécessaire à l'exercice de certains métiers. Cela a créé les conditions nécessaires pour introduire l’enseignement du dessin dans toutes les écoles en 1878. 
En 1873, la Commission centrale des monuments artistiques et historiques a été placée sous l’autorité directe du ministère de l’éducation et son règlement intérieur a été entièrement réélaboré. 
En 1874, en tant que « promoteur de l’école primaire autrichienne », il reçoit une demande préalable de Peter Rosegger concernant la possibilité d’une dédicace pour le livre « Les écrits du maître des écoles forestières », qui a pu être mise en œuvre la même année. En 1877, il dut interrompre momentanément les bourses régulières, comprises entre 300 et 500 florins, en raison du grand nombre de candidats prétendument dans le besoin par rapport aux maigres ressources disponibles. 
De 1878 à 1904, il fut le premier président de la Goethe-Vereins de Wiener (aujourd’hui Österreichische Goethe-Gesellschaft).

### Ministre-président
La tentative de créer en 1879, avec le Parti constitutionnel, un nouveau ministère dans lequel il serait une fois de plus ministre de la culture et de l’enseignement a échoué et a conduit à la fin du ministère Auersperg. Au lieu de cela, Stremayr a été chargé par l’empereur de diriger le cabinet en tant que président. Du 15 février au 12 août 1879, il a été premier ministre de la Cisleithanie et de la Transleithanie, notamment avec Sisinio von Pretis-Cagnodo comme ministre des Finances. Toutefois, le ministère Stremayr ne devrait servir que de gouvernement de transition jusqu’à la fin des élections au Reichsrat. 

### Quatrième poste ministériel sous Taaffe
Le 12 août 1879, il fut nommé ministre de la Justice. Les relations du ministère Taaffe avec le Parti constitutionnel se sont avérées de plus en plus difficiles et toutes les tentatives de réconciliation échouèrent.

Stremayr fut pendant deux ans ministre de la culture et de l’enseignement et en même temps ministre de la Justice. En tant que tel, il a adopté, en avril 1880, un règlement linguistique pour les pays de la Couronne de Bohême et de Moravie, dans le but de donner aux Tchèques un droit accru l'utilisation de leur langue maternelle en matière administrative et judiciaire (la publication a été faite dans les journaux nationaux). Stremayr a écrit à ce sujet:
« Les règlements linguistiques adoptés en commun avec Taaffe, que j’ai finalement approuvé après de nombreux affaiblissements et avec le respect de l’allemand en tant que langue officielle intérieure, ont mis de l'huile sur le feu, sans satisfaire les prétentions des Tchèques. »
Selon M. Zündel, ce règlement n’a pas établi de nouveaux principes. L’ordre du Land de Bohême de Ferdinand III, renouvelé en 1640, déterminait déjà la langue du défendeur comme langue de négociation dans les affaires pénales. Le décret de la Cour de justice du 22 avril 1803 rappelle la Cour d’appel de Prague, qui, en vertu du code général du tribunal du 1er mai 1781, est libre à chaque requérant de rédiger son recours en allemand ou en langue tchèque. L’arrêté du ministère de la Justice du 29 avril 1848 à la Cour d’appel tchèque fixe l’égalité totale des langues tchèques et allemandes dans le domaine de la justice. L’arrêté du ministère de la justice du 23 mai 1852 établit déjà dans le cadre de la procédure pénale les principes du décret linguistique Stremayr-Taaffeen, de même que les arrêtés ministériels du 4 avril 1856 et du 10 janvier 1854 préfigurent le règlement linguistique de 1880 . Ici comme partout ailleurs, Stremayr considérait que sa tâche consistait à servir l’État multiethnique autrichien en tenant compte de l’idée libérale de base (mais pas dans l’esprit du parti germano-libéral). De ce point de vue, le règlement linguistique ne peut être considéré comme un échec, même s’il se présente comme une erreur du point de vue national allemand. 
Après avoir de moins en moins concilié les affaires de l’Etat avec ses idéaux, il fit plusieurs demandes de destitution jusqu’à ce qu’elles soient satisfaites par l’empereur le 16 février 1880 (culture et enseignement) et le 26 juin 1880 (justice).

## A la tête de la Cour suprême
Le 29 juin 1880, le premier président de Schmerling a été nommé deuxième président de la Cour suprême de justice et de cassation, le comte Taaffe n’ayant pas formellement demandé son approbation avant la nomination impériale. Mais en l’espace d’un an, leur relation est devenue très amicale. 
La nomination de Stremayr au poste de premier président de la Cour suprême a suivi en 1891. Pour étudier en détail l’activité de Stremayr auprès de la Cour suprême, les documents nécessaires manquent malheureusement à la suite de l’incendie du palais de justice. 
En 1893, à la demande de l’archiduc Rainer, l’empereur le nomme adjoint au conseil d’administration de l’Académie Impériale des Sciences.
Une grave crise de santé, suivie d’une maladie prolongée, a surpris Stremayr au printemps 1898 lors d’une réunion de la Cour de justice. Préoccupé par son état de santé, qui ne permettait plus d’exercer sa fonction, il demande la mise à la retraite, que l’empereur a suivie par lettre personnelle. Au printemps 1899, une grave crise de goutte ligote Stremayr au lit et à la chambre pendant des mois et l’a privé de l’usage de ses membres.

Stremayr a rassemblé ses souvenirs pour rédiger son Manuscrit à ses enfants et petits-enfants en 1899 :
« En repensant à une vie pleine de vicissitudes, j’ai le désir que les expériences de cette vie ne soient pas perdues par mes enfants et mes petits-enfants et que la mémoire de leur père et de leur grand-père soit conservée dans des traits fidèles comme une image d’une époque perdue. C’est dans ces archives qu’ils doivent tirer la leçon de ne pas perdre le courage dans le malheur, de ne pas devenir trop courageux dans le bonheur, mais de rechercher toujours et partout, dans un strict devoir, non pas des biens vains du monde, mais une perfection idéale de soi-même. Qu’ils y trouvent la satisfaction que le monde, avec toute la splendeur extérieure et les honneurs éblouissants, ne peut pas accorder. »
Le 22 juin 1904, il décède à l’âge de 82 ans à Pottschach, en Basse-Autriche. 